# Erich Schaedler
Erich Peter Schaedler (6. august 1949 - 24. december 1985) var en skotsk fodboldspiller (venstre back).
Schaedler tilbragte hele sin karriere i hjemlandet, hvor han primært var tilknyttet Hibernian og Dundee. Han vandt den skotske Liga Cup med Hibernian i 1972.
Schaedler spillede desuden én kamp for det skotske landshold, en venskabskamp mod Vesttyskland 27. marts 1974. Han var en del af den skotske trup der deltog ved VM i 1974 i Vesttyskland, men kom ikke på banen i turneringen.
Schaedler begik selvmord juleaften 1985, i en alder af kun 36 år.

## Titler
Skotlands Liga Cup
- 1972 med Hibernian